# Ch-20
Die Ch-20 (russisch Х-20, NATO-Codename AS-3 Kangaroo) ist ein luftgestützter überschallschneller Marschflugkörper aus sowjetischer Produktion. Die Ch-20 ist die weltweit schwerste und größte luftgestützte Lenkwaffe.

## Entwicklung
Die Ch-20 wurde als Marschflugkörper gegen Landziele und als Langstrecken-Anti-Schiff-Lenkwaffe konzipiert. Die Entwicklung bei WPK MAPO (Mikojan) begann 1954. Das System wurde bereits 1959 bei den sowjetischen Fernfliegerkräften eingeführt. Insgesamt wurden 130 Lenkwaffen produziert. Als Trägerflugzeug wurde die Tupolew Tu-95K eingesetzt. Die Tu-95K konnte maximal eine Lenkwaffe halbversenkt im Waffenschacht transportieren. Das System blieb bis 1992 im Einsatz und war in Usin, Mosdok und Dolon stationiert.

## Technik

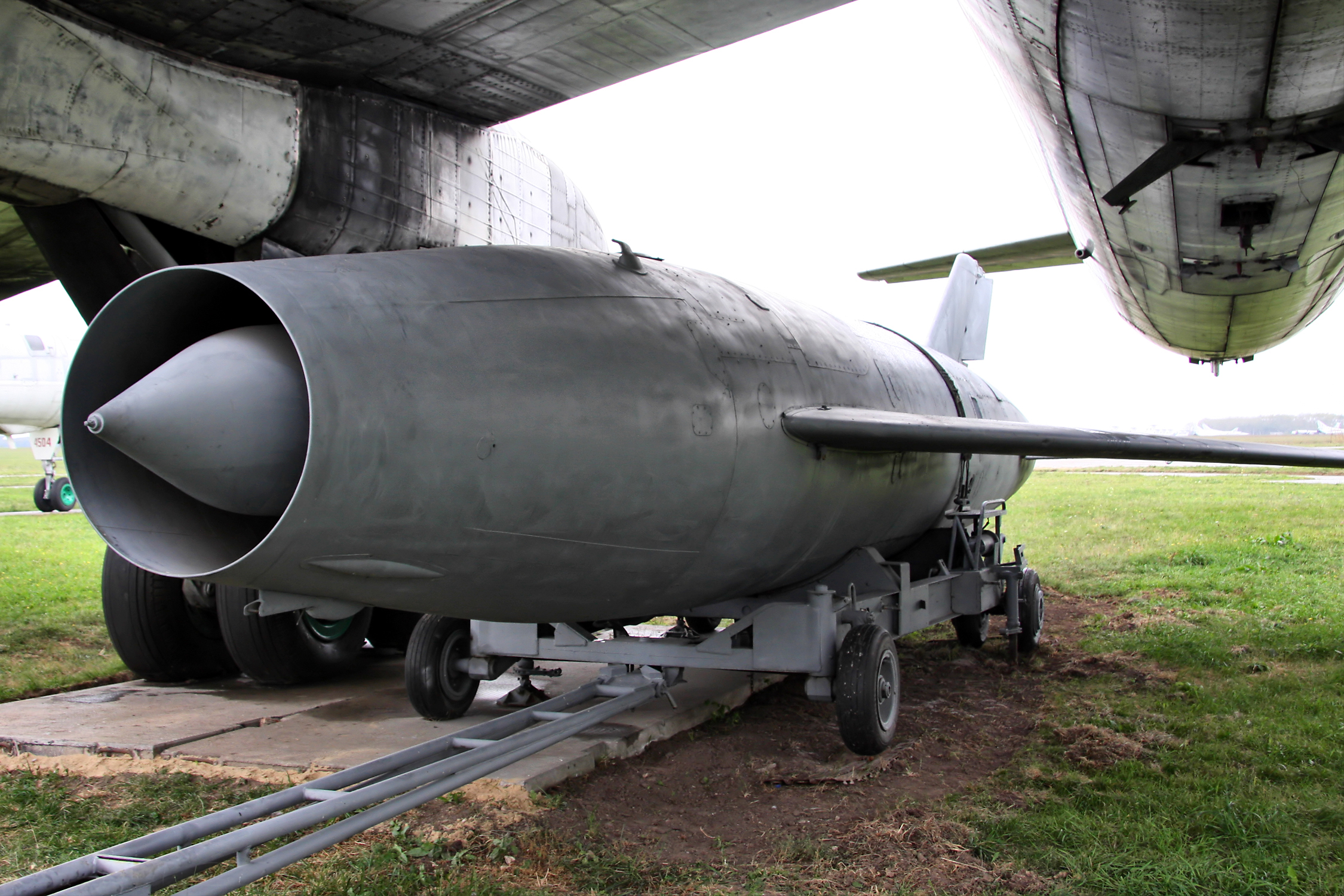
Ch-20M

Nach dem Abwurf beschleunigte die Lenkwaffe auf Mach 1,8 und stieg auf eine Marschflughöhe von 20.000 m. Bis zu einer Distanz von 70 km musste die Lenkwaffe über Funk vom Trägerflugzeug mit Kurskorrekturen versorgt werden. Der Zielanflug erfolgte im flachen Sturzflug. Die Treffergenauigkeit CEP lag bei 500–1500 m (je nach Zieldistanz).